# Geminella
Geminella ist eine im Süßwasser vorkommende Gattung aus der Grünalgen-Gruppe der Chlorophyceae. Sie umfasst etwa 11 Arten.

## Merkmale
Die Vertreter bilden unverzweigte Fäden aus einer Zellreihe, die Fäden zerfallen leicht in Einzelzellen. Der Fadendurchmesser beträgt 2 bis 20 Mikrometer. Die Zellen sind in eine Gallerte eingebettet, die alle Zellen umschließt, aber häufig schwer zu beobachten ist. Oft sind zwei Zellen im Faden paarweise einander genähert.
Die Zellen besitzen einen zentralständigen Zellkern und einen bandförmigen, wandständigen Chloroplasten, der ein einzelnes Pyrenoid und Stärke enthält. 
Die ungeschlechtliche Fortpflanzung erfolgt durch Querteilung der Zellen und Zerfall des Fadens durch Auflösung der Gallerte. Die geschlechtliche Fortpflanzung der Gattung ist unbekannt.

## Vorkommen
Die Vertreter der Gattung kommen im Plankton von Seen und Kleingewässern vor. Sie werden häufig übersehen.

## Belege
- Karl-Heinz Linne von Berg, Michael Melkonian u. a.: Der Kosmos-Algenführer. Die wichtigsten Süßwasseralgen im Mikroskop. Kosmos, Stuttgart 2004, ISBN 3-440-09719-6, S. 356.